# Kjonga
Kjonga (rusky Кенга) je řeka v Tomské oblasti v Rusku. Je 498 km dlouhá. Povodí má rozlohu 8 570 km².

## Průběh toku
Řeka teče přes Vasjuganskou rovinu. V jejím povodí se nachází mnoho nevelkých jezer. Je pravou zdrojnicí řeky Parabel (povodí Obu). Největším přítokem je zleva Jemeldža.

## Vodní režim
Zdroj vody je sněhový a dešťový. Nejvyšších vodních stavů dosahuje od dubna do června, ale také v srpnu dochází k povodním. Průměrný roční průtok vody činí 23,6 m³/s.